# Фаге, Эмиль
Эмиль Фаге́ (фр. Émile Faguet; 17 декабря 1847, Ла-Рош-сюр-Йон, деп. Вандея — 7 июня 1916, Париж) — французский критик и историк литературы.
Среди французских критиков Фаге занимает видное место по своей эрудиции, живости изложения и сравнительной объективности. В четырёх объёмистых сборниках критических этюдов, посвящённых XVI, XVII, XVIII и XIX вв., он характеризует деятельность многочисленных французских писателей, стараясь сделать их более доступными и понятными для читающей публики, но не проводя в своих этюдах никакой определённой тенденции. Особые труды посвящены им французской трагедии XVI в. («La tragédie au XVI siècle», 1883) и драме («Drame ancien, drame moderne»). Большой популярностью пользуются три серии его критических очерков, озаглавленные «Politiques et moralistes du XIX siècle» (существует в русском переводе). В коллекции «Classiques populaires», издаваемой фирмой Lecène, Oudin et C-ie, Фаге принадлежит том, посвящённый Вольтеру. Им же написаны некоторые отделы в обширной «Истории французского языка и литературы», выходившей под редакцией Пти де Жюльвилля, — между прочим, общее предисловие к двум последним томам, посвящённым XIX в. (русский перевод этих томов начал выходить в 1899 г.). Этюд о Флобере, написанный Фаге для серии «Grands écrivains français» (изд. Hachette), явился первой обстоятельной и солидной работой об этом писателе. Фаге известен и как театральный критик, каждую неделю помещавший свои обзоры новинок главных парижских театров в «Journal des Débats»; его театральные хроники и рецензии (три серии) образовали к 1894 г. 8 томов (1885—1894). Обладая большими знаниями, безусловной наблюдательностью и ясным, логическим миросозерцанием, Фаге принадлежит к числу наиболее рассудочных, трезвых и спокойных умов, почти никогда не увлекается, не поддается чрезмерно субъективным личным симпатиям, как это делают критики-импрессионисты, чаще объясняет и излагает, чем резко критикует, и не всегда оказывается на должной высоте лишь в тех случаях, когда ему приходится затрагивать сферу фантазии, воображения, чувства. Одной из отличительных особенностей критических оценок Фаге является предпочтение, отдаваемое им XVII в. перед XVIII, к которому он не всегда относится справедливо. Мнения Фаге о текущих вопросах современной жизни изложены в двух сборниках статей: «Questions politiques» и «Problèmes politiques du temps présent». Слог Фаге отличается живостью и ясностью; его этюды читаются весьма легко, хотя автор и не заботится особенно об отделке своего стиля. В 1901 г. Фаге избран членом Французской академии. Ср. Georges Pellissier, «Le mouvement littéraire contemporain» (П., 1901).